# Strobilanthes palawanensis
Strobilanthes palawanensis är en akantusväxtart som beskrevs av Adolph Daniel Edward Elmer. Strobilanthes palawanensis ingår i släktet Strobilanthes och familjen akantusväxter. Inga underarter finns listade i Catalogue of Life.